# 모모이 하루코
모모이 하루코(일본어: 桃井 はるこ, 1977년 12월 14일 ~ )는 일본의 여성 싱어송라이터・성우・라디오 진행자이다. Right Gauge 소속. 도쿄출신, 도쿄부립 요요기 고등학교 졸업후 도카이 대학의 문학부로 진학했으나 중퇴하였다. 애칭은「모모-이(momo-i)」. 팬클럽 이름은「m.m.m.」 모에송 유니트 UNDER17의 보컬이었다.

## 개요

### 경력

#### 고등학생 시절
고등학교 재학 중에 컴퓨터 통신을 시작한 것이 계기가 되어, 잡지사의 기고가로 활동을 시작하였다.
비슷한 시기, 신쥬쿠 로프트 플러스 원(新宿ロフトプラスワン)에서 매니악한 토크쇼 「모모이 하루코의 비밀(桃井はるこの秘密)」을 하였다. 그 토크쇼의 깊은 내용은 오타쿠 업계로부터 높은 평가를 받아, 작가 겸 게임디자이너인 와타나베 코지(渡邊浩弐)로부터 「바챠리앙코(バーチャリアンコ)」의 호칭을 받았다. 또 인터넷이 보급시작했을 무렵에는 이미 자신의 홈페이지를 가지고「모모이 하루코의 비밀일기(桃井はるこの秘密日記)」등을 게재했다.

#### 대학생 시절
1990년대 후반에는 모아이 하루코(もあいはるこ)라는 이름으로 신쥬쿠나 아키하바라에서 노상 라이브 활동을 이미 시작해 주목을 받게 되었다. 대학을 중퇴하고 메이저 데뷔싱글『Mail Me』를 발매한 후에는 본격적으로 음악활동을 개시한다.

#### UNDER17활동 시절
TV 애니메이션『The Soul Taker 〜魂狩〜』에서 성우 데뷔를 하였다. 2001년에는 솔로 유닛 Poly-phonic의 활동을 개시 (UNDER17결성후 조금후에 활동중지). 2002년부터「모에송을 추구하겠어(萌えソングをきわめるゾ!)」를 타이틀로 『Mail Me』의 편곡자이자, Poly-phonic에서 기타로 참가했던 코이케 마사야(小池雅也)와 『UNDER17』을 결성한다. 코믹마켓에서의 이벤트 라이브 활동이나, 미소녀게임에 노래를 제공하고 애니메이션 주제가 CD를 발매하며 메이저로 데뷔. 단독 라이브 투어를 할 정도로 인기를 얻었지만 2004년에 해산했다.

#### 현재
해산 후에는 솔로로 음악활동을 재개. 2005년에는 퍼스트 라이브 투어 『Wonder Momo-i Live tour』가 오사카,나고야,하카타,시부야에서 행해졌다. 2006년에는 첫 베스트 앨범 『momo-i quality』를 발매, 염원하던 홋카이도 삿포로를 더해서 라이브 투어도 성공적으로 실시했다. 『Wonder Momo-i ~new recording~』에서는 귀여운 목소리에서 하드록한 창법으로 절묘하게 변환하여 가수로서의 실력을 한 단계 업그레이드한 모습을 보여주고, 라이브에서도 큰 호평을 받고 있다. 그 외 성우,가수에게 악곡을 제공하는 경우도 많이 있고, 송 라이터로서도 높은 평가를 받고있다. 최근에는 편곡까지 자신이 직접하는 경우가 많아졌다. 또 라디오 진행자로서도 다수의 정규방송을 가지고 있다. 그리고 그녀 자신의 반생을 그린 초자전적 DVD드라마 『はるこ☆UPDATE』나 첫 저서『아키하바LOVE ~아키바와 함께 어른이 되었다~(アキハバLOVE〜秋葉原と一緒に大人になった〜)』의 발매, 미국 캘리포니아에서의 「ANIMEEXPO2007」와 독일 캇셀에서의「CONNICHI2007」에서 단독 라이브를 하는등 폭넓은 활동을 계속하고 있다.

### 인물
- 「하루코」란 이름은 영화『2001년 우주여행』에 등장하는 컴퓨터「HAL 9000」이 유래라고 한다.로마자 표기도 「Haruko」가 아니라 「Halko」로 쓰인다.
- 본명도「하루코(晴子)」이다(『우라모모-이(ウラモモーイ)』내에서 발언). 또한「모모이(桃井)」는 예전에 살고있던 토쿄도 스나미구 모모이(東京都 杉並区 桃井)에서 유래한 예명이다.
- 아주 특징적인 혀짧은 발음의 소유주로서 그 목소리를 살려 살짝 천연 계열(또는 내숭쟁이)의 여자애 역할을 연기할 때가 많다. 자신의 노래도 특징이 있으며, 모에송의 대표적인 가수 중 한 사람이다. 단, 근래의 「원더 모모이(ワンダーモモーイ)」이후로 록 계열의 강한 발성도 섭렵한 결과、『세토의 신부(瀬戸の花嫁)』의 주인공・산(燦)역에서는 무게감 있는 대사 연기가 가능해져 연기의 폭이 넓어졌고, 거기다『Kawaii! JeNny』에서는 악역인 시스터B를 명연기하여 성우로써의 평가를 높이고 있다.
- 음악활동에서는 작사・작곡은 물론, 편곡에 착수할 때도 많다.『세토의 신부』오프닝 주제가「Romantic summer」에서는 The Ventures풍 크로매틱런 주법의 기타 사운드(모모이 본인은 기타 연주를 못하며,데모 단계에서 친동생이 쳤었다고 한다)를 사용한 서프 록(Serf Rock)풍의 편곡이 채용되어 높은 평가를 얻었다. 더욱이 그곡의 커플링곡인 『세토의 신부』삽입곡「한떨기 눈물(涙一輪)」은 모모이의 오리지널로써는 최초의 엔카(演歌:연가)이며 (단, 세토 산 역명 명의지만), 과거의 팬클럽 이벤트에서도 이시카와 사유리(石川さゆり)의 「아마기고에(天城越え)」[1]를 선보인 적도 있어서인지 모에송이나 록 계열 외에 엔카도 충분히 대응할 수 있다는 점이 증명되었다.
- 근래 음악작품에서는 모모이 본인의 폭넓은 음악성에의 대응으로, 편곡에 manzo를 파트너 삼을 경우가 많으며, 2006년 1월에『우라모모-이(ウラモモーイ)』를 급병(감기)으로 쉬게 되었을 때도 대역을 의뢰했었다. 참고로 그때 manzo는 방송의 전 코너를 「나한테는 불가능하다」며 중단하고 당시의 신보였던 「풀 스로틀(응원가)」등, 자신의 곡을 틀면서 주절주절 토크를 전개했었다.
- 게시판『수상한 월드(あやしいわーるど)』[2]의 지점 사이트인 『수상한 월드@크리스마스 섬(あやしいわーるど@クリスマス島)』의 고참 투고자이기도 하다.
- 아사노 마스미(浅野真澄)나 노가와 사쿠라(野川さくら)와 사이가 좋고, 앨범 등에 곡을 제공하기도 했다.
- 성우로써는 비교적 드물게 시급제(고정급)의 사무소[3]라는 점을 밝히고 있다[4].
- 프로야구를 좋아하며, 어렸을 적부터 「토쿄 야쿠르트 스왈로우즈(東京ヤクルトスワローズ)」팬. 토호쿠 라쿠텐 골든 이글스(東北楽天ゴールデンイーグルス)의 팬클럽에도 1년째부터 가입했다.
- 좋아하는 음식은 카레 우동. 취미는 T셔츠 수집(특히 MARS16[5]의 팬이며, 그것을 계기로 투어 T셔츠의 콜라보레이션이 시작되었다).
- 중학・고교생 시절에는 여성(일반) 아이돌매니아였다. 시기적으로「아이돌 몰락기」에 해당하며, 특히 미즈노 아오이(水野あおい)에 대해 조예가 깊다. 더욱이, 콘서트 등의 이벤트는 스테이지 위에서 행해지는 것이 모든 것이라는 생각에서 그당시부터 공연종료 후에 밖에서 아이돌을 대기하는 것(出待ち)에는 부정적이었다.
- 고교 재학시에는 치바 사에코(千葉紗子)와 동기였지만, 서로 면식은 없었다. 하지만 모모이 쪽은 당시에 이미 예능활동을 하고 있던 치바의 존재를 알고 있어서 친해지고 싶다고 생각했지만 그럴 기회를 만나지 못했다고 한다. 또한 학생부회장도 맡아 문화축제(文化祭)의 팜플렛에는 「두근두근 메모리얼(ときめきメモリアル)」의 캐릭터 후지사키 시오리(藤崎詩織)의 코스프레로 실려있다. 또한 고교시대의 통학증명서에는 아야나미 레이(綾波レイ)의 코스프레가 찍혀 있다.
- 초등학생(小学生) 시절부터 아키하바라(秋葉原)에 자주 다녔으며, 학생 시절에 아키하바라에서의 아르바이트도 경험했다. 자신이 아키하바라에 애착이 있는 오타쿠라고 공언하고 있으며, 라디오 방송에서는 폭넓게 매니악한 화제를 선호한다.
- 산사이 북스(三才ブックス) 발행의 「라디오 라이프(ラジオライフ)」[6],「게임 라보(ゲームラボ)」[7]의 애독자이며, 과거에 산사이 북스 주최의 이벤트「제200회 토쿄 페디션(東京ペディション)」(1998년 12월 23일・토쿄 국제포럼(東京国際フォーラム)에선 입장자로 참가한 사실이 엣세이 서적「아키하바LOVE(アキハバLOVE)」에 씌여있다. 또한 「제236회 토쿄 페디션」(2001년 12월 23일・토쿄 국제포럼)에서는 정크헌터 요시다(ジャンクハンター吉田)]][8]와의 토크 쇼에서 게스트 출연. 역대 토쿄 페디션에서 가장 대성황이었다고 토쿄 페디션 공식게시판에서 코멘트되어있을 정도로 모모이 본인의 재등장의 바램이 뜨거웠다. 또한 라디오 라이프 2008년 6월호부터「모모-이 안테나(モモーイアンテナ)」라는 칼럼을 연재 시작했으며 현재도 친교가 깊은 듯하다.
- 「최초로 미디어에서「모에(萌え)」라는 단어를 공언한 것이 모모이 하루코이다」라고 자칭하고 있다.
- 테크노 팝 유닛 Perfume은 모모이의 곡 제공으로「아키하바러브(アキハバラブ)」 (당시의 유닛 이름은 퍼퓸(ぱふゅーむ)으로 발표)라는 싱글을 발표했으나 현재 라이브에서는 연주되지 않는 전설의 곡이 되었다 (Perfume 항목 참조). 참고로 곡조는 현재와는 크게 다르다.
- 라이브에서는 숄더 키보드를 자유로이 다룬다. Roland・AX-1(적색),AX-7(펄 화이트)를 사용할 때가 많다.AX-1은 CD표지나 PV에서도 등장하지만 라이브에서는 Roland의 현행 모델인 AX-7도 등장한다[9]. 또한, 비교적 가벼운 야마하・KX5를 사용하는 경우도 있다[10]
- 2000년 2월 7일 방송한 라디오 방송, 이쥬인 히카루[11]심야 바보력(伊集院光 深夜の馬鹿力)에서는 이쥬인 히카루 앞으로 온 청취자의 엽서에서 모모이가「가짜 히로스에(ニセ広末)」라고 불려서 이쥬인도 그것을 화제삼았다[12]. 그 방송 다음날, 모모이는 자신의 일기에서 이쥬인 히카루 라디오의 청취자였음을 밝히고 이 건에 대해「영광」이라고 코멘트 했다[13](이쥬인은 다음주 라디오에서「얼마 안되는 아군을 뒤에서 쏘아버렸다」라고 후회하였다).
- 어린 시절 「어린애답지 않은 노래 방식」이라 하여 음악 성적에서 1점을 받았었다.
- 미니 사구(ミニ四駆)를 아주 좋아한다. 저서 『아키하바LOVE』기재된 에피소드에 관련하여 타미야(タミヤ)에서 2008년 8월에 한정 콜라보레이션 모델 제1탄「썬더 샷 Mk.II 모모이 하루코 special」이 나왔을 정도. 또한 모모이가 최초에 만들었던 것은「레이서 미니사구 핫 숏Jr.」이고, 이것도 같은 해 11월 29일에 한정 콜라보레이션 모델 제2탄「모모이 하루코 Special Ver.2 핫 숏Jr.」로써 발표되었다.
- 애칭「모모-이(モモーイ)」의 유래는 YunaSoft의 타나이 미카(棚井慎一)씨의 애칭「타나-이(タナーイ)」로부터.[14].

## 성우정보
굵은 글자는 주연, 히로인, 메인 캐릭터

### TV 애니메이션
2001년
- 소울테이커 (나카하라 코무기)
- 파이널 판타지 언리미티드 (하야카와 아이)

2002년
- 쪽빛보다 푸르게 (미나즈키 치카)
- 갤럭시 엔젤 (3기) (아나운스)
- 초중신 그라비온 (토리아)
- 원반황녀 왈큐레 (마루듀크, 소노다 게이코)

2003년
- 쪽빛보다 푸르게 ~인연~ (미나즈키 치카)
- D.C. ~다카포~ (우타마루)
- 병속의 요정 (타마)
- 포포땅 (미이)
- MOUSE (모리시마 사마사)
- 마호로매틱 여름 TV 스페셜「야한것은 안된다고 생각합니다!」 (시호)
- 원반황녀 왈큐레 12월의 야상곡 (마루듀크)

2004년
- 초중신 그라비온 쯔바이 (토리아)
- DearS (치나)
- 망상대리인 (마로미)
- RAGNAROK THE ANIMATION (마야)
- 유성전대 무스멧트 (사오토메 코우)

2005년
- D.C.S.S ~다카포 세컨드 시즌~ (우타마루)

2006년
- 블랙잭21 (수지)
- 마지카노 (니지하라 마린)
- 러브돌 ~Lovely Idol~ (노노미야 마이)

2007년
- CODE-E (코마츠나 케이코)
- 세토의 신부 (세토 산)
- PRISM ARK (피리아)

2008년
- 테일즈 오브 디 어비스 (아니스 터틀린)
- Mission-E (코마츠나 케이코)

2011년
- 슈타인즈 게이트 (페이리스 냥냥(아키바 루미호))

2012년
- 유루메이츠 3디 (아이다 유루메)

### OVA
- 너스위치 코무기쨩 마지카르테 (나카하라 코무기)
- 너스위치 코무기쨩 마지카르테 乙 (나카하라 코무기)
- 제비뽑기 언밸런스(에노모토 시노부)
- 여름색의 모래시계(vol.2) (연극부부원)
- 네토란쟈 The movie #1 넷의 틈에서 블로그라 외치다 (치유12세)
- 꼬마마녀 쯔쿠네쨩 (쯔쿠네)
- 원반황녀 왈큐레 성령절의 신부(마루듀크, 소노다 게이코, 가쿠)
- 원반황녀 왈큐레 시간과 꿈과 은하의 연회(소노다 게이코)
- 세토의 신부 OVA (세토 산)
- 유루메이츠 (아이다 유루메)
- 유루메이츠 하? (아이다 유루메)

### 극장판 애니메이션
2002년
- 극장판 포켓몬스터 피카피카 별하늘 캠프 / 소나노

### 게임
- 스펙트럴 포스 [PS] (핑키)
- 전차로 GO! ~여정편~ [PS2] (시츠미 히카루)
- 너스위치 코무기쨩 마지카르테 [PS2], 불꽃의 ARASI 게시판 대작전 [PC] (나카하라 코무기)
- 모에캉 -모에코섬에 어서오세요- [PS2 & DC]　(모에노 미코토)
- STELLA DEUS [PS2]　(티아)
- DearS [PS2]　 (치나)
- 발더포스 EXE [PS2]　 (바첼라)
- 위저즈 하모니 R [PS]　 (리사)
- D.C~다.카포~ ,F.S[PS2], P.S [PS2], S.V [PC]　 (우타마루)
- 테일즈 오브 더 월드 레디언트 마이솔로지2　(아니스 타트린)
- 테일즈 오브 디 어비스　(아니스 타트린)
- 테일즈 오브 팬덤 Vol.2　(아니스 타트린)
- 발더 발렛 이퀼리브리엄 [PS2]　(나츠메 아소)
- 무장신희 BATTLE RONDO (소형 MMS 비툴루스)
- 프리즘 아크, 프리즘 아크 -AWAKE- (피리아)
- 아이템 겟터 ~우리들의 과학과 마법의 관계 (루티아・카스바트)
- 슈타인즈 게이트 [XBOX360, PC] (페이리스 냥냥)

### 특촬
- Kawaii! JeNny (시스터B)

### 라디오
- 코노사카・모모이의 버추얼 라디오 전뇌전대 모몽가 (종료)
- 코노사카・모모이・모모코의 전뇌전대 모몽가W (종료)
- 나카하라 코무기의 매지컬 너스 스테이션 (종료)
- 카게야마☆모모이의 배속 모에채널 (종료)
- 포포라지 (종료)
- 라그나로크 온라인 THE RADIO (종료)
- 다이너뮤즈・아니메특별수업 (종료)
- 모모이 하루코의 현대시각문화연구회・줄여서 라디오현시연 (종료)
- 우라모모이 (종료)
- 프리즘나이트 (종료)
- TOKYO→NIIGATA MUSIC CONVOY・화요일 (2006년1월담당)
- 모모이하루코의 초！모모-이(종료)
- 모모이하루코의 라디오☆UP DATE (종료)
- avex presents 모모이하루코의 니코니코RADIO
- avex presents 모모이하루코의 흐무흐무RADIO
- 세토의 신부 시집가기 라디오 (종료)
- Filn제국의 흥망 (2007년10월〜)
- 프리즘어웨이크 (문화방송)
- THE WORKS (NACK5)
- 모모이하루코의 하이하이, 라디오라디오(´-｀)

### 드라마CD
- GATE KEEPERS 21 EP:0 (모모야마 아이)
- 쪽보다 푸른 시리즈 (미나츠키 치카)
- 코코쨩 & 미코쨩 보이스드라마 (토라미)
- AliceQuartet Voice Concerto (아이하라 마키노)
- D.C. 〜다・카포〜 하츠네섬 드라마시어터 chapter.1 사쿠라 (우타마루)
- 테일즈 오브 디 어비스 시리즈 (아니스・타트린)
- PRISM ARK 스페셜 사운드 패키지 RED 외 (피리아)
- PRISM ARK DRAMA CD 「시스터・헬 프리즘변화」 (피리아)
- 프리즘・아크 레인보우☆드라마CD 「교장의 시련장 PROVING GROUNDS OF THE "KOUCHOU SENSEI"」 (피리아)
- 프리즘・아크 레인보우☆드라마CD3 「초마법합신 프리즈맥스・아크」 (피리아)
- 마법사에게 소중한 것 당신과 만나서 다행이다 (아오다 리카)
- RAGNAROK THE ANIMATION Ver.1〜Ver.3 (마야)

### TV
- D's Garage21 (아사히TV, 고정패널・종료)
- 아니메TV (게스트)
- 아니파라 음악관 (게스트)
- 게키☆텐 (게스트)
- 아키바!AKIBA☆아키바 (게스트)
- 아니메 천국 (게스트・2007년10월부터 고정패널)
- HOT WAVE (テレ玉、게스트)
- JoyPopTune (テレ玉)
- 만토라 〜만화 토라노 아나〜 (게스트)
- @Tunes. (tvk、게스트)
- 더☆넷 스타! (NHK BS2、게스트)

## 음반정보
곡 제목은 원어로만 해두었습니다.

### 싱글
Mail Me
2000년 5월24일 발매・킹 레코드
1. Mail Me
2. 2001年のゲーム・キッス
3. DIGITAL ESPER
4. Mail Me(vocalless version)
5. Mail Me(trackless version)

トンドルベイビー
2005년 7월27일]발매・Mellow Head
1. トンドルベイビー (TVA『아카호리 외도 아워 러브게』마무리 주제가)
2. 英語と恋はうまくならない
3. トンドルベイビー(off vocal)
4. 英語と恋はうまくならない(off vocal)

WONDER MOMO-i〜New recording〜
2005년 10월19일 발매・콜롬비아 뮤직 엔터테인먼트
1. WONDER MOMO-i〜New recording〜 (PS2 타이틀『태고의 달인〜깜짝!아니메스페셜〜』삽입곡)
2. ONCE UPON A TIME〜Fairy story〜
3. WONDER MOMO-i〜New recording〜(original karaoke)
4. ONCE UPON A TIME〜Fairy story〜(original karaoke)

さいごのろっく
2006년 11월8일 발매・avex mode
1. さいごのろっく (DVD드라마『하루코☆UP DATE』오프닝 주제가)
2. うしろゆびさされ組 [ (DVD드라마『하루코☆UP DATE』삽입곡)
3. さいごのろっく(karaoke version)
4. うしろゆびさされ組(karaoke version)

ゆめのばとん
2006년 12월7일 발매・avex mode
1. ゆめのばとん (DVD드라마『하루코☆UP DATE』엔딩 주제가)
2. 恋の冥王星 (DVD드라마『하루코☆UP DATE』삽입곡)
3. ゆめのばとん(karaoke version)
4. 恋の冥王星(karaoke version)

Enter!
2006년 12월27일 발매・avex mode (토라노아나 한정판매)
1. Enter! (『아키바 엔터축제』이미지송)
2. Enter!(karaoke version)
3. special comment

21世紀
2007년 3월28일 발매・avex mode
1. 21世紀 (『모모이하루코의 니코니코 RADIO』마무리주제가)
2. RADIO DAYS RADIO NIGHTS (『모모이하루코의 니코니코RADIO』『모모이하루코의 흐무흐무RADIO』오프닝주제가)
3. 21世紀(karaoke version)
4. RADIO DAYS RADIO NIGHTS(karaoke version)

Party!
2007년 10월10일 발매・avex mode (토라노아나 한정판매)
1. Party! (『모모이하루코의 초!모모-이』오프닝 주제가)
2. Good morning! (『모모이하루코의 초!모모-이』엔딩 주제가)
3. Party!(karaoke version)
4. Good morning!(karaoke version)
5. special comment

悠遠のアミュレット/オペラファンタジア
2007년 10월24일 발매・5pb.
momo-i 이름으로 발매。
1. 悠遠のアミュレット (PS2용 게임『PRISM ARK-AWAKE-』오프닝 주제가)
2. オペラファンタジア (애니메이션『PRISM ARK』엔딩 주제가)
3. 悠遠のアミュレット off vocal
4. オペラファンタジア off vocal

R・G・B…
2007년 10월25일 발매・5pb.
momo-i 이름으로 발매。
1. R・G・B… (PS2용 게임『발더불렛 이퀼리브리엄』주제가)
2. R・G・B… BarrageMix
3. R・G・B… Digital8Mix
4. R・G・B… off vocal

ルミカ
2007년 11월14일 발매・avex mode
1. ルミカ (『Kawaii!JeNny』오프닝 주제가)
2. Chuo Line (『아니메천국』엔딩 주제가)
3. ルミカ(karaoke version)
4. Chuo Line(karaoke version)

Feel so Easy!
2008년 8월27일 발매・avex mode
1. Feel so Easy! (『Mission-E』엔딩 주제가)
2. 天空のスプライト (『모모이하루코의 초!모모-이』엔딩 주제가)
3. Feel so Easy!(karaoke version)
4. 天空のスプライト(karaoke version)

Cue!
2009년 1월1일 발매・avex mode (토라노아나 한정상품)
1. Cue! (『모모이하루코의 초!모모-이』오프닝 주제가)
2. Cue! (Original Karaoke)
3. BGM1「ぼく、モモいもん」
4. BGM2「ザ・ヒーローオーディション」
5. BGM3「ふつヲタ」
6. BGM4「脳内彼女を紹介します」
7. ジングル集 [싱글집]

### 앨범
momo-i quality〜베스트・오브・모모-이〜
2006년 8월9일 발매・avex mode
2005년까지 인디즈에서 게임등에 제공한 곡을 모은 베스트 앨범
1. Opening -dreaming more! more-
2. LOVE.EXE -momo-i quality version- (PS2 게임『BALDR FORCE EXE』오프닝 주제가)
3. mebius ring (PC 게임『Sweet Room 〜둘만의 비밀인 달콤한 공간〜』테마송)
4. Adolescence -rainy Taipei version- (DVD 게임『꼬마마녀 아・라・모-드』엔딩 주제가)
5. Hide and seek (DVD 게임『꼬마마녀 아・라・모-드』오프닝 주제가)
6. 恋のレシピ (PC 게임『스위트 레가시(スイートレガシー)』이미지송)
7. フィギュアになりたい -re painted version-
8. ゴー☆ホーム! -Master MIX version- (PC 게임『스위트 레가시(スイートレガシー)』오프닝 주제가)
9. 贖罪のラプソディー (PC 게임『PRISM ARK』테마송)
10. Far and away 〜party night〜 -new mix- (PC 게임『PRISM ARK』이미지송)
11. アキハバラブ -summery summer version-
12. Friendship (PC 게임『맡겨줘! 트러블천사(おまかせ! とらぶる天使)』엔딩 주제가)
13. もっと、夢、見よう!! -Now I feel...version-

하루코☆UP DATE SONGS BEST
2007년 2월21일 발매・avex mode
DVD드라마『하루코☆UP DATE』에서 사용된 곡을 중심으로 자신의 과거곡을 셀프커버한 곡도 포함한 베스트 앨범.
1. 恋の冥王星
2. Mail Me(ver.2.0)
3. うしろゆびさされ組
4. アキハバラプソディー (DVD드라마『하루코☆UP DATE』삽입곡)
5. GURA GURA(ver.2.0)
6. スペースラブ(ver.2.0)
7. さいごのろっく (DVD드라마『하루코☆UP DATE』오프닝 주제가)
8. ゆめのばとん (DVD드라마『하루코☆UP DATE』엔딩 주제가)

패미송8BIT
2007년 3월21일 발매・5pb.
momo-i 이름으로 발매
1. タッチ
2. 恋の呪文はスキトキメキトキス
3. 裸足のフローネ
4. ラムのラブソング
5. デリケートに好きして
6. ゆめいっぱい
7. ふしぎなメルモ
8. はじめてのチュウ
9. ムーンライト伝説
10. 草原のマルコ
11. Lはラブリー
12. アレアレアラレちゃん
13. ロマンティックあげるよ
14. きみはホエホエむすめ

패미송8BIT STAGE2
2007년 6월8일 발매・5pb.
momo-i 이름으로 발매
1. ペガサス幻想
2. 薔薇は美しく散る
3. 誰よりも遠くへ
4. 緑の陽だまり
5. ロ・ロ・ロ・ロシアン・ルーレット
6. 新オバケのQ太郎
7. 魔女っ子メグちゃん
8. アタックNO.1のテーマ
9. すきすきソング
10. 花の子ルンルン
11. となりのトトロ
12. テレポーテーション－恋の未確認－
13. 妖怪にご用心
14. バナナの涙
15. すすめボコスカ (ボーカル入りアレンジバージョン)

COVER BEST 커버 전차
2007년 6월20일 발매・avex mode
모모이 하루코씨의 첫 커버앨범. 베스트라고는 하지만 이전에 커버한「うしろゆびさされ組」는 미수록.
1. 夢の中へ
2. 真・.com子ちゃんのテーマ
3. 夢冒険
4. Goonies "R" Good Enough
5. 未来形アイドル
6. TOUGH BOY
7. 恋はくえすちょん
8. ゆずれない願い
9. God knows...
10. VIDEO KILLED THE RADIO STAR

Sunday early morning
2008년 3월5일 발매・avex mode
모모이 하루코씨의 첫 오리지널 앨범
1. Sunday early morning
2. Romantic summer -momo-i version- (TVA『세토의신부』오프닝 주제가)
3. 21世紀 (라디오『모모이 하루코의 니코니코RADIO』엔딩 주제가)
4. RADIO DAYS RADIO NIGHTS (라디오『모모이 하루코의 니코니코RADIO』『모모이 하루코의 흐무흐무RADIO』오프닝 주제가)
5. Enter! (라디오『모모이 하루코의 초!모모-이』오프닝 주제가)
6. 今、あなたが好き
7. Party! (라디오『모모이 하루코의 초!모모-이』오프닝 주제가)
8. ハイ・エナジー -momo-i version- (슈퍼 돌 드라마『Kawaii! JeNny』엔딩 주제가)
9. ルミカ (슈퍼 돌 드라마『Kawaii! JeNny』오프닝 주제가)
10. ナイト・で・ないと (PC 게임『프리즘・아크 러브러브 맥시멈』오프닝 주제가)
11. Thunder Shot! (타미야『미니사구PRO 선더 숏 Mk.II』이미지송)
12. Good morning! (라디오『모모이 하루코의 초!모모-이』엔딩 주제가)
13. Get Wild (보너스 트랙 / TM NETWORK의 커버)

more&more quality WHITE 〜Self song cover〜
2008년 12월3일 발매・avex mode
1. カメラ＝万年筆!! (핸드메이드 마이 OP / 小林沙苗・浅井清己・松来未祐)
2. S・P・Y (노가와 사쿠라)
3. Girls be ambitious!! (작품：맡겨줘 ! 트러블 천사)
4. スポーツしましょ☆ (SD☆CHILDREN)
5. いちごいちえ (Acefileくしよし)
6. さみしくないもん (UNDER17)
7. Never Give Up! (作品：Alice Quartet)
8. あなたがだいきらい (나카하라 코무기)
9. Life is free〜momo-i version〜 (신타니 료코)
10. WONDER MOMO-i〜World tour version〜

(괄호안은 원곡가수의 이름입니다.)
more&more quality RED 〜Anime song cover〜
2008년 12월3일 발매・avex mode
1. Give a reason (하야시바라 메구미)
2. Gamble Rumble (m.o.v.e)
3. Butter-Fly (와다 코우지)
4. ハッピー☆マテリアル (마호라학원 중등부2-A)
5. SOLDIER DREAM『聖闘士神話』〜English version〜 (카게야마 히로노부)
6. DASH!!〜レーサーミニ四駆のテーマ〜 (요코야마 치사)
7. 愛・おぼえていますか (이이지마 마리)
8. INVOKE (T.M.Revolution)
9. STEP (a・chi-a・chi)
10. ロマンスの神様 (히로세 코미)

(괄호안은 원곡가수의 이름입니다.)
へんじがない、ただのしつれんのようだ。(답장이 없어 , 그냥 실연인거 같아.)
9월30일 발매
1. いんすとぅるめんたる
2. 始発にのって
3. Galge
4. ☆自演乙☆ソング
5. Brand new music
6. るーじー・ぐーじー
7. へんじがない、ただのしつれんのようだ。
8. ハザクラ
9. BAKA≒愛してる

- 애니메이션『온타마! (おんたま！)』엔딩 테마

1. め・あ・り・ひ・と
2. reimei ni raimei

### 곡제공
작사・작곡
- 노가와 사쿠라& 모모이 하루코「ハイ・エナジー」「Say you,Say me」
- 노가와 사쿠라「S・P・Y」「Just a Boyfriend」
- 러브 페로몬&외도소녀대 featuring 모모이 하루코&카게야마 히로노부「열창!! 러브게 나이트 피버」
- 쿠시요시(くしよし)「1.5・7・5・7・7」「ダウジング〜なにかを信じて〜」「MAEをみていてラブ・ループ」「夏のハレーション」「いちごいちえ」
- 믹스쥬스(みっくすJUICE)
  - 夏輪ひまわり (나카하라 마이)「Mr. Linesman」
  - 冬出ゆり (우에다 카나)「Destination」
  - 秋茂あやめ (사이토 치와)「流れ星」
  - 春野さくら (모리나가 리카)「恋はショートコント」
- 코바야시 사나에・아사이 키요미・마츠키 미유「カメラ=万年筆」「ハンドメイドでNe!」
- 신타니 료코「Slow Down」「ray of sunshine」「ライフイズフリー」 (작사는 모모이와 KENTA)
- 호시이 미키・후타미 아미/真美「バレンタイン」 (THE IDOLM@STER)
- Chico「Girls be ambitious!!」
- Perfume (「퍼퓸(ぱふゅーむ)×DJ momo-i」명의)「アキハバラブ」

작사・작곡・편곡
- SUN&LUNAR「Romantic summer」

작곡・편곡
- 사카키바라 유이&桃井はるこ「Prism Knight 〜虹色の記憶〜」 (PRISM ARK)

작사
- 모모이 하루코「Let me Love you」「Let me Love you-remix ver.-」 (SchoolDays)「MOECOM LYNX」 (모에캉)
- 미이 (토로미(とろ美))「みいタンの魔法でポン!」 (포포탄)
- Sana「Spring has come!」

## 그 외

### DVD
- 하루코☆UP DATE(포니캐니언) - 2007년1월26일 발매
  - 모모이하루코씨 자신의 반생을 그린 DVD드라마
- Momo-i Live(avex mode) - 2007년3월28일 발매
- 모모-이! 월드 투어 2007 in L.A. - 2008년1월1일 발매
  - 코믹 토라노아나전매상품. L.A.에서 행해진 ANIME EXPO2007 에서의 라이브, 오프숏 영상등이 수록
- BEST CLIP(avex mode) - 2008년3월5일 발매
  - 앨범「Sunday early Morning」과 동시발매. PV・메이킹 영상을 수록.
- momo-i COVER BEST LIVE in CLUB CITTA' - 2008년7월25일 발매
- momo-i Sunday early morning LIVE @SHIBUYA-AX - 2008년7월25일 발매
  - 위의 2종류는 각각의 특전 CD(리믹스 음악,mp3데이터형식으로 라이브 음원수록)가 들어있습니다.

### 서적
- 아키하바LOVE ~아키바와 함께 어른이 되었다~ (후쇼사) ISBN 978-4-594-05310-9

## 연재
2006년까지 쓴 원고의 일부는 내용 수정을 하였고, 위의 「아키하바LOVE(アキハバLOVE)」에 쓰여있습니다.
- 월간 아스키 『모모이하루코 신문』 (종료)
- 산케이 스포츠・도우신 스포츠『모모-이의 오타센류에 모에~ → 모모-이의 오타어 강좌』
- 아니칸『모모캉』
- 전격모에왕(電撃萌王)『모모이하루코의 모모이즘・모에이즘』 (종료)
- 게임 재팬]『방과후, 아키바 산책』 (종료)
- 라디오 라이『모모-이 안테나』

## 같이 보기
- Perfume - 곡「아키하바러브(アキハバラブ)」를 제공
- manzo - 곡의 편곡을 위탁楽曲の編曲を委託。
- 코이케 마사야(小池雅也) - UNDER17
- MARS SIXTEEN - 오피셜 T셔츠의 디자인을 위탁.「Wonder momo-i」자켓 디자인에 참여했다.
- 미니카(ミニ四駆) - 2007년말부터 이미지송을 제공하거나 콜라보레이션 기획에 관여했다.
- 자살 서클 - 여러 곡을 제공 (사운드 트랙에 수록：현재절판). 자신도 1신에 엑스트라로 출연했음.